# Neda Agha-Soltan
Neda Salehi Agha-Soltan vagy "Neda Salehi Agha-Soltani", perzsául: ندا صالحی آقاسلطان, Nedā Sālehi Āġā-Soltān (1982 – 2009. június 20.) egy  26 éves teheráni egyetemista lány volt, akit a 2009. június 20-ai iráni választási csalások elleni tüntetésen lőttek mellkason, egy közeli ház tetejéről.

## Életrajza
Agha-Soltan egy háromgyerekes család középső leánygyermeke volt. Apja egy szállítmányozási cégnél dolgozik, anyja háztartásbeli.Iszlám filozófiát tanult a teheráni Azad Egyetemen, ugyanakkor egy utazási irodánál is dolgozott.  Törökül tanult, abban a reményben, hogy egyszer majd török turisták idegenvezetője lehet. Agha-Soltan szeretett utazni, ellátogatott Dubaiba, Thaiföldre és járt Törökországban is. Halála előtt két hónappal egy törökországi útja alkalmából ismerte meg vőlegényét, a 37 éves Caspian Makant, aki fényképészként dolgozott Teheránban. Agha-Soltan énekórákat vett és hegedülni tanult. Halálának idején egy még ki nem szállított zongorarendelése is volt.
Az újságoknak adott nyilatkozataiban, Makan állítása szerint Agha-Soltan nem volt érdekelt politikai kérdésekben, valamint a 2009-es választásokon nem támogatott egyetlen független indulót sem . A BBC perzsa nyelvű televíziós adásának a következőket nyilatkozta: a lány az ellenzéki tüntetők és az iráni biztonsági erők összecsapásaiba keveredett bele. "Néhány utcával távolabb volt attól a helytől, ahol a fő tüntetések folytak... Zenetanárával volt együtt, egy autóban ült az összetorlódott kocsisorban. Nagyon fáradt volt, és melege volt. Csak néhány percre szállt ki az autóból. Ekkor lőtték agyon. Szemtanúk szerint - és ezt a videófelvételek is világosan mutatják - valószínűleg a Baszidzs milícia civilruhás tagjai szándékosan vették célba őt és mellkason lőtték. Perceken belül meghalt. Megpróbálták az emberek eljuttatni őt a legközelebbi kórházba, de már túl késő volt."
Agha-Soltan barátai úgy írták le mint aki nem mutatott túl nagy érdeklődést a politika iránt, azonban a választási csalások miatt úgy döntött, hogy ő is csatlakozik a tüntetőkhöz. Az énektanára, Hamid Panahi, aki elkísérte Agha-Soltant a tüntetésre, szerepel a merénylet után készült videón.
2009. június 20. körülbelül délután 6:30-kor, Agha-Soltant mellkason lőtték a tüntetés helyszínén. Haldoklásáról, mobiltelefonnal készült videó bejárta a világot felhívva ezzel az emberek figyelmét a jelenlegi iráni helyzetre.

## Halálának visszhangja, következményei
- A Times magazin 2009-ben őt választotta az év emberének.  Azért döntöttek így, mert az iráni tüntetéseken megölt fiatal nő vérrel borított arcának képe vált a teheráni kormányellenes tiltakozás jelképévé világszerte.